# Катюша (пісня)
Катю́ша — популярна радянська військова пісня. Автор музики — Матвій Блантер, автор слів — Михайло Ісаковський. Російською мовою вперше виконана 27 листопада 1938 року Валентиною Батищевою в Колонному залі Будинку Союзів під акомпанемент оркестру Віктора Кнушевицького.
Пізніше пісню виконували Лідія Русланова, Георгій Виноградов, Едуард Хіль, Анна Герман, Дмитро Хворостовський та інші виконавці.

## Цікаві факти
Існує версія, що саме через цю пісню радянські солдати під час Другої світової війни дали прізвисько «Катюша» бойовим машинам реактивної артилерії серії «БМ»
- У селі Сходи Угранського району (недалеко від села Глотовка — батьківщини М. Ісаковського) в Будинку культури розташований музей пісні «Катюша».
- Існує безліч переказів та альтернативних текстів цієї пісні на різних мовах. В Італії це «Катарина» і «Fischia il vento» («Свистить вітер»), в Ізраїлі — «Катюшка» (згодом перекладена на французьку під назвою «Козачок» (Casatschok) і надалі заспівана німецькою та італійською мовами Далідою.
- Як російська народна пісня «Катюша» виконувалася на весіллі у фільмі «Мисливець на оленів».
- Частина музики пісні використовувалася у марші Primavera 250 дивізії вермахту (іспанських добровольців — «Блакитної дивізії»).
- Мотив пісні звучить на початку і в кінці пісні Едді Хантінгтона «USSR»[3].
- Існує ціла серія фольклорних перекладень і продовжень цієї пісні, виконуваних на той самий мотив[4].
- Пісня є популярною серед вболівальників, її організовано співають на трибунах під час матчів збірної Росії з футболу.
- Мотив пісні звучить в приспіві пісні Lunatica «A Little Moment Of Desperation».
- Німецька група Tanzwut виконувала пісню російською мовою під час концертів у Москві та Санкт -Петербурзі в 2012 році.
- На мотиві «Катюші» заснована пісня «Mystery of the Night» італійської метал-групи Skylark.
- 2023 року китайська співачка Ван Фан виконала пісню «Катюша» на руїнах знищеного росіянами театру в Маріуполі, що викликало резонанс в українському суспільстві та осуд МЗС України[5].